# Ерик Джакомети
Ерик Джакомети (на френски: Éric Giacometti) е френски журналист и писател, автор на бестселъри в жанровете криминален роман и исторически трилър.

## Биография и творчество
Ерик Джакомети е роден на 21 юли 1963 г. във Франция. Завършва биохимия и генетика в Тулуза.
След дипломирането си работи като журналист в търговската преса. После работи като журналист на свободна практика и после в продължение на 15 години като разследващ журналист в „Le Parisien“ по темите общество и икономика. Специализира се в разследването на медицинските и фармацевтични общности в периода между 1997 и 2001 г. по въпроси като заразена кръв, растежен хормон, ваксина срещу хепатит, масонство и др. През 2012 г. напуска „Le Parisien“ и се посвещава на писателската си кариера и на свободна журналистическа практика.
От 2004 г. в съавторство с Жак Равен пише криминални романи за приключенията на полицейския комисар Антоан Марка. Първият роман от поредицата, „Ритуалът на мрака“, е публикуван през 2005 г. Полицейският комисар, който е майстор масон от масонската ложа „Великият ориент на Франция“, разследва убийството на архиваря на ложата заедно с партньорката си Жад Зевински. Сблъсквайки се с безпощадни убийци от окултно нацистко движение „Туле“, те трябва да проникнат зад кулисите на тайното общество и да научат удивителни истини за Третия райх.
Член е на колектива от автори на трилъри „Лигата на въображението“. Преподава в „Център за обучение и развитие на журналисти“ в Париж.
Ерик Джакомети живее със семейството си в Париж.

## Произведения

### Самостоятелни романи
- Pannes de cœur (2004)
- Tu ne marcheras jamais seul (2009) – с Карим Неджари

### Серия „Антоан Марка“ (Antoine Marcas) – сЖак Равен
- In Nomine (2010) – предистория на поредицата, развиваща се 7 години преди първият случай, описваща кариерата на комисар Марка и свързването му с масонството

1. Le Rituel de l'ombre (2005)
Ритуалът на мрака, изд.: ИК „Милениум“, София (2009), прев. Гергана Соколова
2. Conjuration Casanova (2006)
Заговорът „Казанова“, изд.: ИК „Милениум“, София (2010), прев. Силвия Колева
3. Le Frère de sang (2007)
Брат по кръв, изд.: ИК „Милениум“, София (2012), прев. Виктория Атанасова
4. La Croix des assassins (2008)
5. Apocalypse (2009)
Апокалипсис, изд.: ИК „Милениум“, София (2011), прев. Гриша Атанасов
6. Lux Tenebrae (2010)
7. Le Septième Templier (2011)
8. Le Temple noir (2012)
9. Le Règne des Illuminati (2014)
10. L'Empire du Graal (2016)

### Сборници
- „Délocalisation“ в L'empreinte sanglante (2009) – с Рафаел Кардети, Максим Шатам, Оливие Дескозе, Карин Жибе, Лоран Скализи и Франк Тилие

### Документалистика
- Raffarinades: apprenez à parler le Jean-Pierre ! (2003) – с Андре Беркоф
- Bonne Année, mes chers compatriotes (2006) – с Анри Верне
- Le Symbole Retrouvé: Dan Brown et le Mystère Maçonnique (2009) – с Ерик Джакомети, за романа на Дан Браун „Изгубеният символ“

### Екранизации
- 2016 La mémoire volée des francs-maçons – документален